# Штромбергер Геннадій Юрійович
Геннадій Юрійович Штромбергер (рос. Геннадий Юрьевич Штромбергер; нар. 1 січня 1956, Павлодар) — радянський футболіст німецького походження, який грав на позиції нападника, та російський футбольний тренер. Відомий за виступами в клубах «Кайрат» і ЦСКА (Москва).

## Ігрова кар'єра
Геннадій Штромбергер народився в місті Павлодар. Розпочав займатися футболом у місцевій ДЮСШ. У 1973 році Штромбергер отримав запрошення до павлодарської футбольної команди «Трактор», яка грала в другій лізі СРСР. У 1974 році молодий футболіст отримав запрошення до клубу вищої ліги «Кайрат» з Алма-Ати, проте грав переважно за дублюючий склад команди, і лише 5 разів виходив на заміну в основному складі команди. У зв'язку з вибуттям «Кайрата» до першої ліги, де на той час не було дублюючих складів команд, було вирішено роздати молодих футболістів алмаатинської команди до казахстанських команд другої ліги, і Штромбергера відправили до команди «Спартак» (Семипалатинськ), де футболіст грав до початку 1979 року, а в 1977 року став переможцем зонального турніру команд другої ліги.
У 1979 році Штромбергер повернувся до складу «Кайрату», і цього разу став у складі команди вищої ліги гравцем основного складу, а в 1981 році з 12 забитими м'ячами став кращим бомбардиром команди в сезоні. Але вже у 1982 році футболіст перейшов до складу московського ЦСКА, яке грало також у вищій лізі. І хоча Штромбергер і там став гравцем основного складу, проте ЦСКА поступово спускалось по щаблях турнірної таблиці, й за підмумками сезону 1984 року вибуло до першої ліги. У 1986 році московський клуб переміг у першій лізі, проте Штромбергер після завершення цього сезону вирішив закінчити виступи на футбольних полях, та перейти на тренерську роботу.

## Тренерська кар'єра
Відразу після закінчення виступів на футбольних полях Геннадій Штромбергер у 1987 році став тренером московського ЦСКА. Наступного року колишній футболіст став тренером команди ЦСКА-2, а в 1989 році був начальником іншої команди із системи армійського клубу «Чайка-ЦСКА». У 1993—1994 роках Штромбергер був начальником команди ЦСКА-2. У 1998 році він став головним тренером російського аматорського клубу «Істра», який у 2007 році вивів до другої російської ліги. У 2008—2009 роках Штромбергер працював головним тренером московської команди другої російської ліги «Строгіно».